# Ива Пранджева
Ива Колева Пранджева е българска лекоатлетка, бивша състезателка на дълъг скок и троен скок.

## Биография
Родена е на 15 февруари 1972 г. в Пловдив.
Завършва спортното училище „Васил Левски“ в Пловдив, където работи като треньор. Най-големите си успехи постига под ръководството на Румен Йоцов, който е с нея до края на кариерата ѝ през 2000 г. Отказва се след като получава доживотно наказание за употреба на допинг. Европейска шампионка на троен скок в зала от Стокхолм '96. Сребърна медалистка от световното в Гьотеборг '95. Единствената лекоатлетка с две отличия от един голям шампионат. Постига го на два пъти в зала – Маебаши'99 (сребро и бронз на планетата на открито) и Гент'2000 (сребро и бронз).
Нейната най-добра изява е от Световното първенство през 1995 г., където тя печели сребърен медал с постижение от 15.18 метра. Този резултат е и неин личен рекорд. Победителката Инеса Кравец поставя нов световен рекорд (15. 50 метра), който остава ненадминат и до днес.
Пранджева се състезава и на Лятната олимпиада през 1996 г. в Атланта, но се проваля на тест за допинг, поради което е и отстранена. Спира състезателна кариера през 2000 г.
Състезателката има собствен клуб на име СК „Пранджева“.
През 2009 г. участва в Сървайвър БГ и въпреки че стига до финала не печели. През 2014 г. участва за втори път в Сървайвър в петия сезон в Камбоджа в отбора на звездите и се класира във финалната петица.

## Постижения
| Година | Турнир                       | Място                   | Резултат | Дисциплина |
| ------ | ---------------------------- | ----------------------- | -------- | ---------- |
| 1990   | Световно юношеско първенство | Пловдив, България       | 1-ва     | Дълъг Скок |
| 1993   | Световно първенство          | Щутгарт, Германия       | 3-та     | Троен Скок |
| 1995   | Световно първенство в зала   | Барселона, Испания      | 2-ра     | Троен Скок |
| 1995   | Световно първенство          | Гьотеборг, Швеция       | 2-ра     | Троен Скок |
| 1996   | Европейско първенство в зала | Стокхолм, Швеция        | 1-ва     | Троен Скок |
| 1996   | Летни олимпийски игри 1996   | Атланта, Съединени щати | 4-та     | Троен Скок |
| 1999   | Световно първенство в зала   | Маебаши, Япония         | 2-ра     | Троен Скок |
| 1999   | Световно първенство в зала   | Маебаши, Япония         | 3-та     | Дълъг Скок |
| 2000   | Европейско първенство в зала | Гент, Белгия            | 3-та     | Троен Скок |
| 2000   | Европейско първенство в зала | Гент, Белгия            | 3-та     | Дълъг Скок |